# Mistrovství Evropy ve sportovním lezení 1998
Mistrovství Evropy ve sportovním lezení 1998 (anglicky: UIAA European Championship, francouzsky: Championnats d'Europe d'escalade, německy: Klettern Europameisterschaft) se uskutečnilo jako třetí ročník 3. dubna v Norimberku pod hlavičkou Mezinárodní horolezecké federace (UIAA), závodilo se pouze v lezení na obtížnost a rychlost..

## Průběh závodů

### Češi na ME
Šampionátu se zúčastnilo 5 mužů a 3 ženy z České republiky.

### Výsledky mužů a žen
| obtížnost               | obtížnost                 | rychlost                                                                        | rychlost                                                                 |
| ----------------------- | ------------------------- | ------------------------------------------------------------------------------- | ------------------------------------------------------------------------ |
| muži                    | ženy                      | muži                                                                            | ženy                                                                     |
| 1. Ian Vickers          | 1. Muriel Sarkany         | 1. Tomasz Oleksy                                                                | 1. Cécile Avezou                                                         |
| 2. Cristian Brenna      | 2. Venera Čerešněvová     | 2. Alexandr Paukaev                                                             | 2. Olena Repko                                                           |
| 3. Christian Bindhammer | 3. Liv Sansoz             | 3. Vladimir Zacharov                                                            | 3. Zosia Podgorbounskikh                                                 |
|                         |                           |                                                                                 |                                                                          |
| 4. François Petit       | 4. Stéphanie Bodet        | 4. Vladislav Baranov                                                            | 4. Irina Zaytseva                                                        |
| 5. Salavat Rachmetov    | 5. Martina Čufar          | 5. Daniel Andrada 5. Said Belhaj 5. Jevgenij Krivošejcev 5. Vladimir Něcvetajev | 5. Olga Bibiková 5. Ines Bischoff 5. Natalia Novikova 5. Renata Piszczek |
| 6. Arnaud Petit         | 6. Natalie Richer         | 5. Daniel Andrada 5. Said Belhaj 5. Jevgenij Krivošejcev 5. Vladimir Něcvetajev | 5. Olga Bibiková 5. Ines Bischoff 5. Natalia Novikova 5. Renata Piszczek |
| 7. Jurij Golob          | 7. Marietta Uhden         | 5. Daniel Andrada 5. Said Belhaj 5. Jevgenij Krivošejcev 5. Vladimir Něcvetajev | 5. Olga Bibiková 5. Ines Bischoff 5. Natalia Novikova 5. Renata Piszczek |
| 8. Ludovic Laurence     | 8. Margaux Hilly          | 5. Daniel Andrada 5. Said Belhaj 5. Jevgenij Krivošejcev 5. Vladimir Něcvetajev | 5. Olga Bibiková 5. Ines Bischoff 5. Natalia Novikova 5. Renata Piszczek |
|                         |                           |                                                                                 |                                                                          |
| 28. Pavel Kořán         | 24. Michaela Drlíková     | 11.-12. Daniel Kadlec                                                           | —                                                                        |
| 29. Milan Benian        | 29.-31. Simona Ulmonová   | 20. Milan Benian                                                                | —                                                                        |
| 38. Jan Kareš           | 44.-45. Alexandra Holková | —                                                                               | —                                                                        |
| 47.-49. Marek Havlík    | —                         | —                                                                               | —                                                                        |
| ? finalistů             | ? finalistek              | ? finalistů                                                                     | ? finalistek                                                             |
| ? semifinalistů         | ? semifinalistek          | ? semifinalistů                                                                 | ? semifinalistek                                                         |
| 63 mužů                 | 49 žen                    | 31 mužů                                                                         | 16 žen                                                                   |

### Medaile podle zemí
| pořadí | stát               | Zlatá medaile | Stříbrná medaile | Bronzová medaile | celkem |
| ------ | ------------------ | ------------- | ---------------- | ---------------- | ------ |
| 1.     | Francie            | 1             | 0                | 1                | 2      |
| 2.     | Spojené království | 1             | 0                | 0                | 1      |
| 2.     | Belgie             | 1             | 0                | 0                | 1      |
| 2.     | Polsko             | 1             | 0                | 0                | 1      |
| 5.     | Ukrajina           | 0             | 2                | 1                | 3      |
| 6.     | Rusko              | 0             | 1                | 1                | 2      |
| 7.     | Itálie             | 0             | 1                | 0                | 1      |
| 8.     | Německo            | 0             | 0                | 1                | 1      |

### Zúčastněné země
| (dle nejlepšího závodníka) | (dle nejlepšího závodníka) | (dle nejlepšího závodníka) | (dle nejlepšího závodníka) | (dle nejlepšího závodníka) |
|                            | obtížnost                  | obtížnost                  | rychlost                   | rychlost                   |
| muži                       | ženy                       | muži                       | ženy                       |                            |
| -------------------------- | -------------------------- | -------------------------- | -------------------------- | -------------------------- |
| 1.                         | Spojené království         | Belgie                     | Polsko                     | Francie                    |
| 2.                         | Itálie                     | Rusko                      | Ukrajina                   | Ukrajina                   |
| 3.                         | Německo                    | Francie                    | Rusko                      | Rusko                      |
| 4.                         | Francie                    | Slovinsko                  | Španělsko                  | Německo                    |
| 5.                         | Rusko                      | Německo                    | Švédsko                    | Polsko                     |
| 6.                         | Slovinsko                  | Itálie                     | Česko                      | Belgie                     |
| 7.                         | Ukrajina                   | Švýcarsko                  | Německo                    | Slovinsko                  |
| 8.                         | Švýcarsko                  | Rakousko                   | Francie                    | Gruzie                     |
| 9.                         | Polsko                     | Španělsko                  | Bulharsko                  | —                          |
| 10.                        | Belgie                     | Polsko                     | Belgie                     | —                          |
| 11.                        | Španělsko                  | Norsko                     | Rumunsko                   | —                          |
| 12.                        | Finsko                     | Česko                      | Gruzie                     | —                          |
| 13.                        | Rakousko                   | Ukrajina                   | —                          | —                          |
| 14.                        | Česko                      | Spojené království         | —                          | —                          |
| 15.                        | Slovensko                  | Švédsko                    | —                          | —                          |
| 16.                        | Norsko                     | Rumunsko                   | —                          | —                          |
| 17.                        | Švédsko                    | Nizozemsko                 | —                          | —                          |
| 18.                        | Bulharsko                  | Slovensko                  | —                          | —                          |
| 19.                        | Rumunsko                   | Gruzie                     | —                          | —                          |
| 20.                        | Gruzie                     | —                          | —                          | —                          |
| (21)                       | 20                         | 19                         | 12                         | 8                          |